# Gebiet um das Lyzeum von Dositej

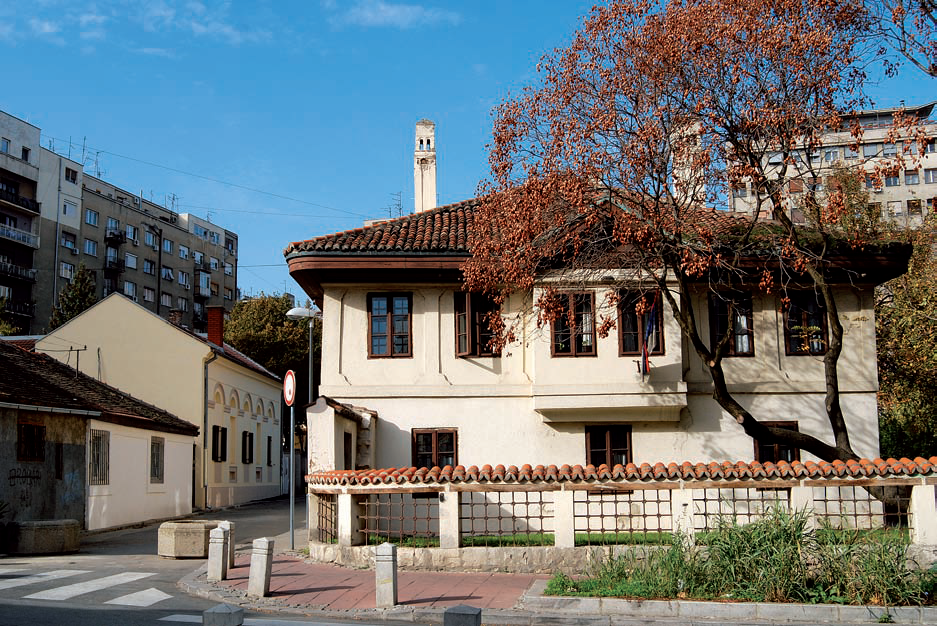
Gebiet um das Lyzeum von Dositej, S. Negovanović

Die kulturhistorische Raumeinheit des Gebiets um das Lyzeum von Dositej ist eins der ältesten und bedeutendsten Stadtgebiete in Belgrad, dessen Kern sich Ende des 18. und Anfang des 19. Jahrhunderts gebildet hat.

## Lage

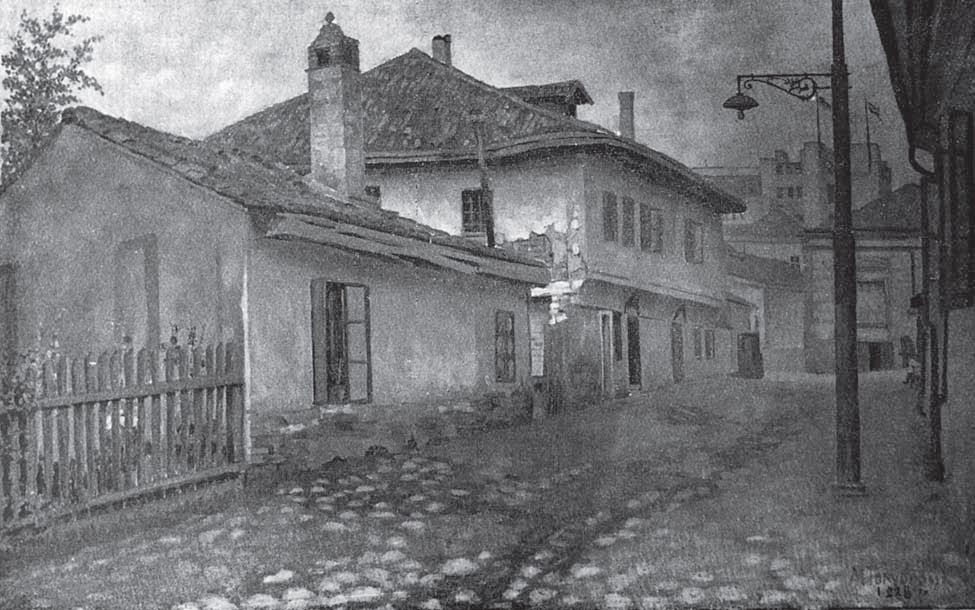
Aussehen im Jahr 1928

Es umfasst fünf Blöcke der Gemeinde Stari Grad, zwischen den Straßen Kralja Petra, Gospodar Jovanova, Kapetan Mišina, Simina, Kneginje Ljubice, Braće Jugovića, des Platzes Studentski trg und der Straße Zmaj od Noćaja. In dieser gesetzlich geschützten Einheit sind die ursprünglichen strukturellen Richtungen und Objekte herausragenden urbanistischen, architektonischen und kulturhistorischen Werts bis heute erhalten geblieben. Manche von ihnen sind mit der Entstehung und der Tätigkeit der bedeutendsten Einrichtungen in Serbien aus der Zeit des Ersten Serbischen Aufstands verknüpft: des Praviteljstvujušči sovjet, als erste Aufstandsregierung, und der Hochschule, als erste höhere Ausbildungseinrichtung. Mit diesen Objekten werden auch die Namen herausragender Persönlichkeiten der serbischen Geschichte und Kultur verknüpft – des Aufklärers Dositej Obradović und Vuk Stefanović Karadžić. Die ursprünglichen Kommunikationslinien, die in Richtung der Straßenausdehnungen übernommen wurden, beziehen ihre Namen von besonders wichtigen historischen Persönlichkeiten aus dem Befreiungskampf des serbischen Volks: Stojan Čupić („Zmaj od Noćaja“), Filip Višnjić, Ivan Jugović, Jevrem und Jovan Obrenović, Sima Nešić und Miša Anastasijević.
„Das Gebiet um das Lyzeum von Dositej“ wurde 1989 zum Kulturgut und 1990 zum Kulturgut von besonderer Bedeutung erklärt. Neben diesen fünf Blöcken wurden zwei weitere städtische Blöcke zwischen den Straßen Zmaj od Noćaja, Cara Uroša, Gospodar Jovanova und Kralja Petra 1999 zum Kulturgut erklärt und diese bilden die geschützte Umgebung der kulturhistorischen Raumeinheit „Gebiet um das Lyzeum von Dositej“.
Unter einem Teil des zentralen Bereichs Belgrads und auch unter dieser städtischen Einheit, befindet sich der archäologische Standort Römischer Kultur, die zivile Siedlung und die Nekropole „Antikes Singidunum“, das in der Zeit vom 2. bis 4. Jahrhundert entstanden ist und die bereits seit 1964 ebenfalls zum Kulturgut zählt.
Der architektonische Bestand dieser sieben Blöcke wird charakterisiert durch Vielfältigkeit hinsichtlich Stil und Höhe, Heterogenität und Kontrast. Erhalten sind Exemplare der islamischen, orientalisch-balkanischen bis hin zu den Übergangsexemplaren von der balkanischen zur europäischen Architektur. Außerdem Exemplare monumentaler Häuser im Stile des Neoklassizismus (Akademismus), der Romantik, der Moderne der Zwischenkriegszeit und Objekte der modernen Architektur. Die seltenen erd- und eingeschossigen Häuser untermalen das einstige Ambiente der alten Belgrader Stadt, während die zahlreicheren akademischen und modern gestalteten, überwiegend vierstöckigen Häuser auf die herausragende Entwicklung Belgrads zwischen den zwei Weltkriegen hinweisen. Die mehrstöckigen Objekte der modernen Architektur von geringerer Zahl sind in der Zeit von den 1970er und 1980er Jahren bis zum Anfang des 21. Jahrhunderts entstanden und stehen im starken Stil- und Höhengegensatz zu den am frühesten errichteten einstöckigen Häusern. Im Rahmen dieser kulturhistorischen Raumeinheit und ihrer geschützten Umgebung hat man bestimmte Objekte aufgrund ihrer großen Bedeutung auch einzeln zu Kulturdenkmälern erklärt. Diese sind größtenteils entlang der Straße Gospodar Jevremova, die die Spur einer der wichtigsten Wege aus der Zeit der Antike und des Mittelalters bewahrt hat, gruppiert.

## Einzeldenkmäler

### Bajrakli-Moschee

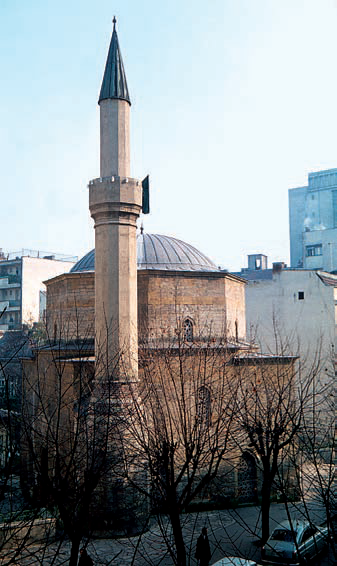
Bajrakli-Moschee, S. Negovanović

Die Bajrakli-Moschee in der Straße Gospodar Jevremova 11 wurde in der Zeit von 1660 bis 1688 als Stiftung des Sultans Süleyman II. gebaut. Sie stellt das einzige erhaltene Objekt der türkischen Sakralarchitektur in Belgrad dar. Die Bezeichnung datiert aus den 1780er Jahren als auf der Moschee bayrak (türkisch für Fahne) als Zeichen des Gebetsbeginns in allen städtischen Moscheen gehisst wurde. Zur Zeit der österreichischen Herrschaft von 1717 bis 1739 wurde sie in eine katholische Kirche umgewandelt und mit der Rückkehr der Türken wurde sie als Moschee erneuert. Die Innengestaltung ist sehr bescheiden. Die Öffnungen am Gebäude schließen mit charakteristischen Spitzbögen ab. Die Moschee wurde 1946 zum Kulturdenkmal und 1979 zum Kulturgut von großer Bedeutung erklärt.

### Hochschule des Professors Ivan Jugović

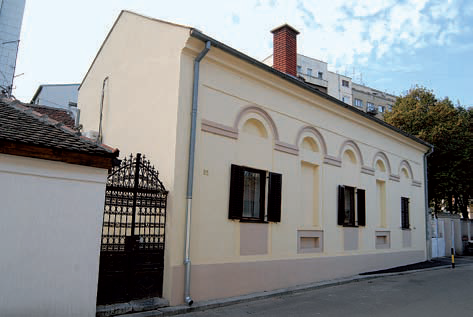
Gospodar Jevremova 22, S. Negovanović

Im ursprünglichen Gebäude der Hochschule im Hofgebäude der Straße Gospodar Jevremova 22, das in der zweiten Hälfte des 18. Jahrhunderts errichtet wurde, wurde die Hochschule, die erste höhere Bildungseinrichtung in Serbien, 1808 mit einer Festansprache von Dositej Obradović eröffnet. Ihr Gründer und erster Professor war Ivan Jugović, Schreiber und Sekretär des Praviteljstvujušči sovjet, Aufstandsdiplomat und Bildungsminister nach Dositej Obradović. Das Gebäude an der Straße wurde 1862 gebaut und ist mit der Geschichte des Konflikts zwischen Serben und Türken verknüpft.
Das Gebäude des Lyzeums von Dositej in der Straße Gospodar Jevremova 21 wurde zwischen 1739 und 1789 errichtet und ist eins der ältesten Wohnobjekte in Belgrad. Es befindet sich im Zentrum dieser Einheit, nach der sie auch ihren Namen bekommen hat. Das Gebäude hat die Charakteristiken der orientalisch-balkanischen Architektur mit Erkern im Obergeschoss und spezifischer Fassadenverarbeitung beibehalten. Es wurde mit einer Holzkonstruktion (bondruk), aufgefüllt mit Ziegeln und Kalkmörtel, erbaut und mit Dachziegeln gedeckt. Anfang des 19. Jahrhunderts wurde auch ein Nebenzimmer mit Kamin angebaut. Das Haus, das mit einer Mauer umgeben ist, untermalt das Ambiente dieser Zeit und die gesellschaftliche Stellung des Eigentümers am Wirklichkeitsgetreuesten. Es stellt die höchste Stufe der Baukultur der reicheren Schicht der türkischen Bevölkerung nach Ende der österreichisch-türkischen Kriege und vor Beginn des bewaffneten Aufstands der serbischen Bevölkerung dar. In diesem Gebäude wurde zwischen 1809 und 1813 die Arbeit der Hochschule des Professors Ivan Jugović weitergeführt. Heute befindet sich darin das Vuk- und Dositej-Museum.

### Haus der Familie Božić

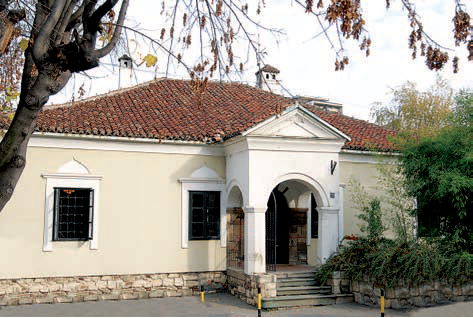
Haus der Familie Božić, S. Negovanović

Das Haus der Familie Božić in der Gospodar Jevremova 19 aus dem Ende des 18. Jahrhunderts stellt ein bedeutendes Objekt der orientalisch-balkanischen Architektur, die in der Rekonstruktion 1836 gestaltet wurde, dar. Sie diente als Haus von Miloje G. Božić, einem Händler und Geschäftspartner des Fürsten Miloš Obrenović, der die Hochschule absolviert hat. Es hat einen überdachten Eingang (Portikus) und auf der gegenüberliegenden Seite im hinteren Teil des Hauses eine charakteristische vorstehende Nische. Seit den 1930er Jahren war das Haus eine Zeit lang Wohnung und Atelier des Bildhauers Toma Rosandić und wurde später „Künstlerhaus“ genannt, in der mehrere bekannte Künstler wohnten. Seit 1955 befindet sich darin das Museum für Theaterkünste. Das Haus wurde 1946 zum Kulturdenkmal und 1979 zum Kulturdenkmal von großer Bedeutung erklärt.

### Türbe des Scheichs Mustafa

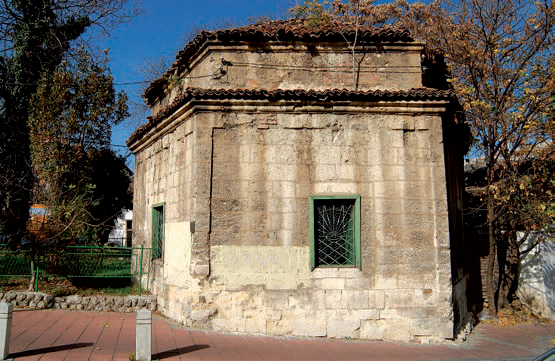
Türbe des Scheichs Mustafa, S. Negovanović

Die Türbe des Scheichs Mustafa in der Straße Višnjićeva 1 aus dem Jahr 1783 und die Kellerwände des Nebengebäudes sind die einzigen Überbleibsel des umzäunten Komplexes der islamischen Tekke („Kloster“ des Derwisch-Ordens) des Haddsch Scheich Mohammed aus der Mitte des 17. Jahrhunderts. Dieses erdgeschossige Gebäude, das 1892 abgerissen wurde, war von 1808 bis 1813 der Sitz der Aufstandsregierung Serbiens, der Praviteljstvujušči sovjet srpski und für eine kurze Zeit bewohnte es der große serbische Schreiber und Aufklärer Dositej Obradović, der Mitglied des sovjet und sein erster Bildungsminister war. In der Türbe war zunächst das Grab des Scheichs der Tekke, Mustafa aus dem sufistischen Derwischorden. Später wurden hier noch zwei Tekke-Oberhäupter begraben. Die Türbe des Scheichs Mustafa wurde 1948 zum Kulturdenkmal und 1979 zum Kulturdenkmal von besonderer Bedeutung erklärt.

### Haus des Bildhauers Dragomir Arambašić

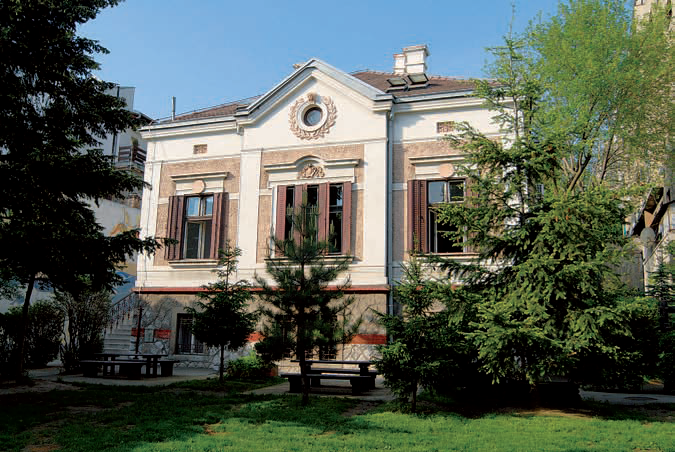
Haus des Bildhauers Dragomir Arambašić, S. Negovanović

Das Haus des Bildhauers Dragomir Arambašić im Hof der Gospodar Jevremova 20 wurde 1906 nach dem Projekt des herausragenden Architekten Branko Tanazević erbaut. Es wurde im Stil des Akademismus ausgeführt, aber mit Elementen der Sezession bei der Verzierung und Fassadenverarbeitung. Es befindet sich in unmittelbarer Nähe der vorher aufgezählten Objekte der Einheit und stellt die moderne Architektur vom Anfang des 20. Jahrhunderts dar. Im Kern selbst dieser Einheit zeigt es die Kontinuität der Entwicklung der Belgrader Architektur und ihre Wandlung von einer orientalisch-balkanischen zu einer europäischen Stadt. Heute wird das Haus als Teil des Kindergartens „Leptirić“ genutzt. Es wurde 1987 zum Kulturdenkmal erklärt.
Obwohl die Erdgeschosshäuser in den Straßen Gospodar Jevremova 24, Višnjićeva 2, 2а und 2b, Simina 1, 3, 5 und 7 in verschiedenen Zeiträumen entstanden sind, besitzen sie gemeinsamen Wert durch die Erhaltung der Umgebung des alten Belgrads und der Verknüpfung aller Architekturschichten dieser geschützten Einheit. Von den Objekten, die es auf diesem Raum einst gab, darf man diese nicht vergessen: Die Kizlar Aga Moschee (Gebäude der türkischen Polizei) an der Stelle des Gebäudes in der Straße Braće Jugovića 12 aus dem 16. und Anfang des 17. Jahrhunderts; das Haus des Uzun-Mirko Apostolović an der Stelle unterhalb der Tekke in der Straße Višnjićeva aus dem 19. Jahrhundert; die Moschee des Haddsch Mustafa Čebedžija an der Stelle der Gospodar Jevremova 31 aus dem 16. Jahrhundert; das Haus in der Straße Kosačina 1; der Hadži Ridžalov konak an der Stelle der Gospodar Jevremova 15 aus dem 18. Jahrhundert, an deren Stelle später im 19. Jahrhundert ein großes Erdgeschosshaus errichtet wurde. Es hatte die Funktion der Stadtpolizei bzw. der Stadtverwaltung Belgrads und in ihm war das berüchtigte Gefängnis Glavnjača untergebracht. Das Gebäude befand sich an der Stelle der heutigen Mathematisch-Naturwissenschaftlichen Fakultät. Die erhaltenen Objekte zählen aufgrund ihrer mehrschichtigen Bedeutung, der architektonisch-urbanistischen Qualität und des Alters zu den wertvollsten Denkmälern Belgrads und Serbiens.
Im Rahmen dieser sieben Blöcke der kulturhistorischen Einheit und ihrer geschützten Umgebung befinden sich unter anderem auch die Gebäude der Fresko-Galerie, des Jüdischen Historischen Museums, der Grundschule „Mika Petrović Alas” und des Hotels “Royal”.

## Galerie

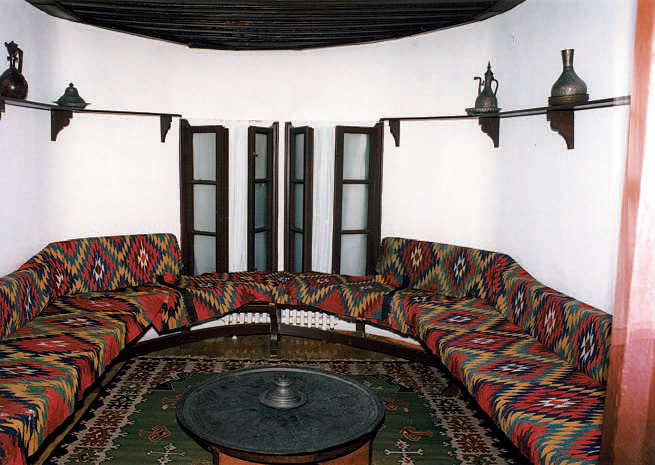
Inneneinrichtung der diwanhane, S. Negovanović
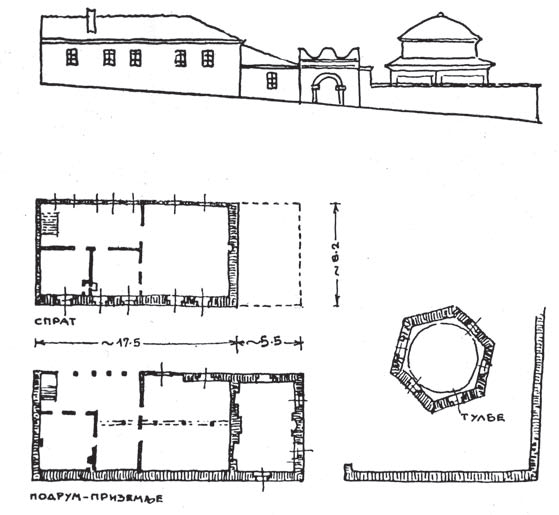
Türbe des Scheichs Mustafa, Zeichnung von dem Ingenieur Ćuković
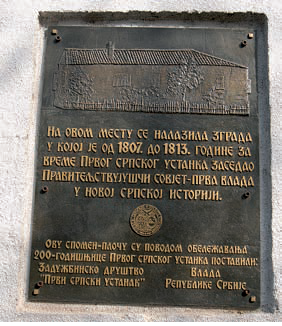
Gedenktafel an der Stelle der Tekke, S. Negovanović
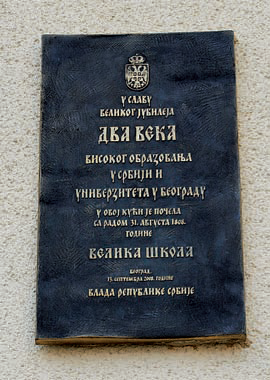
Gedenktafel am Gebäude der Hochschule, S. Negovanović
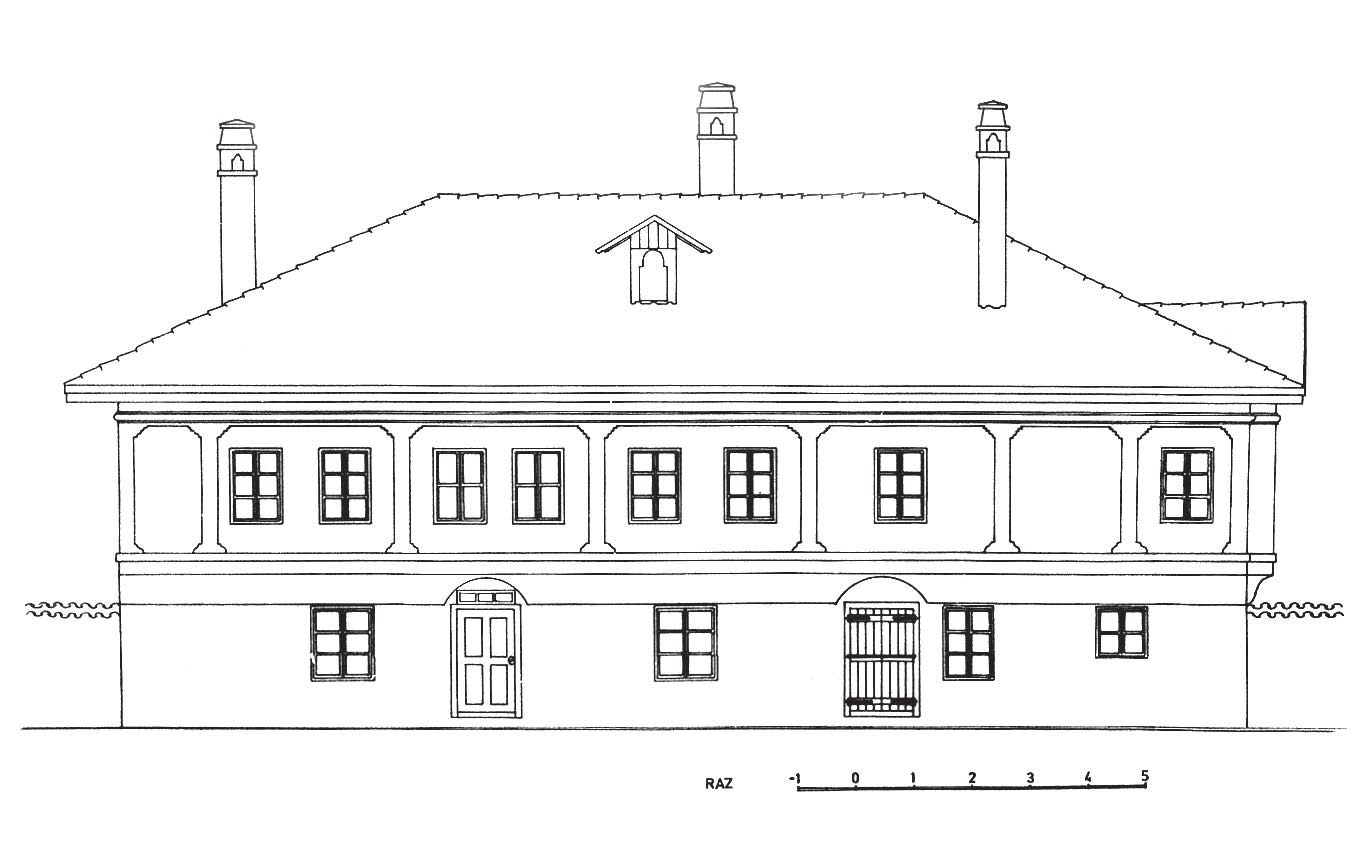
Lyzeum von Dositej, Fassade zur Straße
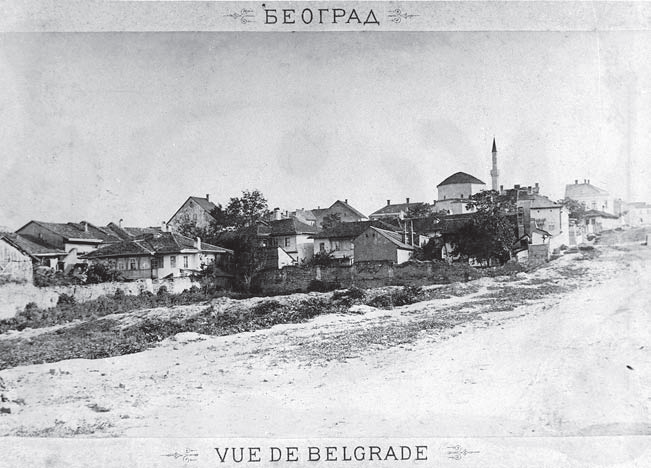
Belgrad um die Bajrakli Moschee herum, M. Jovanović, 1895.